# 上大野 (姫路市)
上大野（かみおおの）は兵庫県姫路市の町名。上大野1丁目から7丁目までに分かれる。郵便番号670-0896。
本記事では上大野から分かれた以下の町についても解説する。
- 大寿台（だいじゅだい）（1・2丁目）：郵便番号670-0898[13]
- 西大寿台（にしだいじゅだい）：郵便番号670-0897[14]

各町とも住居表示実施済み。

## 地理
上大野は姫路市中心部北部、広峰山南西麓に位置する。北に夢前町山冨、以下時計回りに砥堀、広嶺山（町名）、北平野、北平野台町、御立東、御立北と接する。大寿台は上大野の西の山腹にある住宅地、西大寿台は大寿台の西に位置する住宅地である。

## 歴史
上古は枚野里（ひらののさと）に属していた。大野里（現・野里）から人が移り住んだことから「大野」と呼ばれたものか。『和名抄』には「大野郷」の名がある。
江戸時代の大野村は飾東郡のうち姫路藩領で村高は「旧高旧領取締帳」では398石余。
大区小区制においては飾磨県では第8大区第8小区に、兵庫県では第8大区第1小区に属した。1889年（明治22年）に城北村に属し、1925年（大正14年）に同村が姫路市に合併しその町丁・大野となる。1933年（昭和8年）に姫路市中心部の大野町との区別のために上大野町と改称される。
戦後はイチゴの産地として知られた。昭和40年代に西部の山腹に大寿台と丸山台という住宅地が造成され、1983年（昭和58年）にはそれぞれ大寿台1・2丁目および西大寿台として分離し、残部が上大野1丁目から7丁目となる。

## 世帯数と人口
2024年（令和6年）3月31日現在の人口は以下の通り。上大野7丁目は居住者無し。
| 丁目        | 世帯数   | 人口   |
| ----------- | -------- | ------ |
| 上大野1丁目 | 303世帯  | 707人  |
| 上大野2丁目 | 40世帯   | 90人   |
| 上大野3丁目 | 224世帯  | 592人  |
| 上大野4丁目 | 90世帯   | 210人  |
| 上大野5丁目 | 94世帯   | 207人  |
| 上大野6丁目 | 180世帯  | 500人  |
| 上大野7丁目 | 0世帯    | 0人    |
| 大寿台1丁目 | 109世帯  | 224人  |
| 大寿台2丁目 | 142世帯  | 284人  |
| 西大寿台    | 92世帯   | 202人  |
| 上記合計    | 1274世帯 | 3016人 |

それ以前の世帯数と人口は以下の通りである。
| 調査年             | 戸数・世帯数 | 人口   | 備考                                          | 出典   |
| ------------------ | ------------ | ------ | --------------------------------------------- | ------ |
| 1881年（明治14年） | 71戸         | 293人  | 大野村                                        | [ 19 ] |
| 1891年（明治24年） | 61戸         | 327人  | （城北村）大野                                | [ 19 ] |
| 1949年（昭和24年） | 83世帯       | 425人  | 上大野町                                      | [ 25 ] |
| 1951年（昭和26年） | 94世帯       | 461人  | 上大野町                                      | [ 26 ] |
| 1978年（昭和53年） | 446世帯      | 1612人 | 上大野町                                      | [ 27 ] |
| 1983年（昭和59年） | 571世帯      | 2042人 | 町域確定後 （上大野・大寿台・西大寿台の合計） | [ 28 ] |
| 1990年（平成2年）  | 615世帯      | 2075人 | 町域確定後 （上大野・大寿台・西大寿台の合計） | [ 29 ] |
| 1995年（平成7年）  | 690世帯      | 2057人 | 町域確定後 （上大野・大寿台・西大寿台の合計） | [ 30 ] |
| 2000年（平成12年） | 890世帯      | 2537人 | 町域確定後 （上大野・大寿台・西大寿台の合計） | [ 31 ] |

## 小・中学校の学区
市立小・中学校に通う場合、学区は以下の通りとなる。
| 番地 | 小学校             | 中学校             |
| ---- | ------------------ | ------------------ |
| 全域 | 姫路市立広峰小学校 | 姫路市立広嶺中学校 |

## 交通
- 山陽自動車道 - 広峰山トンネルと上大野トンネル（下り線は上大野第1・第2トンネルの2本）の間、上大野7丁目の姫路獨協大学敷地内で地上を通過する。
- 巡礼道 - 東方より書写山圓教寺へ至る巡礼道が上大野を通過していた。西大寿台西の大野峠付近に道標がある[33]。江戸時代は行き倒れがあるたびに庄屋が姫路城下の奉行所へ届け出ていたという[19]。
- 神姫バス「上大野」「姫路獨協大学」「大野」「大寿台」（大野は早朝姫路駅北口行き・深夜大寿台行きのみ停車）バス停（3・5・11系統）[34]

## 施設・旧跡
- 姫路獨協大学（上大野7丁目）
- 上大野の常夜灯（上大野5丁目） - 嘉永5年（1852年）の年号が刻まれている[35]。
- 大歳神社（上大野4丁目） - 江戸期の年号を持つ石像品が多くある[35]。
- 不動山善教寺（西大寿台） - 浄土真宗本願寺派。元は西塩町（現・塩町）にあり、江戸末期には学問の寺として知られた[36]が1945年（昭和20年）の姫路空襲で被災、1983年（昭和58年）に西大寿台へ移転[37][38]。
- 大野の地蔵（西大寿台と御立の境界） - 大野峠にある。西向きという珍しい地蔵[39]。
- 上大野簡易郵便局（上大野1丁目）[40]

### かつての施設
- 兵庫県立畜産試験場 - 1963年（昭和38年）に今宿から移転（当時は種畜場）、1985年（昭和60年）に加西市へ移転。跡地に姫路獨協大学[22]。